# Engel Károly (irodalomtörténész)
Engel Károly írói álneve Köllő Károly (Kisszedres, 1923. szeptember 25. – Kolozsvár, 2002. augusztus 12.) magyar irodalom- és művelődéstörténész, műfordító, bibliográfus. Sokat tett a régi magyar irodalom népszerűsítéséért.  E. Szabó Ilona rajztanár és művészetkritikus férje.

## Életútja
Középiskoláit Nagyváradon, egyetemi tanulmányait a Bolyai Tudományegyetem bölcsészet-, nyelv- és történettudományi karán végezte, ahol 1947-ben francia-latin-esztétika összehasonlító irodalomtörténészi oklevelet szerzett. Középiskolai tanár volt Nagyváradon, majd a nagyenyedi Bethlen Könyvtárban dolgozott (1953-55), egy ideig az Állami Irodalmi és Művészeti Kiadó kolozsvári szerkesztője, 1957-től az Akadémia kolozsvári fiókjának Nyelv- és Irodalomtudományi Intézetében tudományos kutató, 1975-től az RSZK Akadémiája kolozsvári könyvtárának kutatója. 1989-ben vonult nyugalomba.

## Munkássága
Tanulmányainak jelentős része a román-magyar művelődési kapcsolatokat tárja fel: felfedezte Csokonai Békaegérharcának román fordítóját (NyIrK, 1958/1-4), értékelte Jósika Miklós életművének román vonatkozásait (NyIrK, 1966/1), kimutatta Madách és Coșbuc eszmerokonságát (Korunk, 1966/9), feldolgozta a "hídverők" – Veress Endre és Bitay Árpád – munkásságát (Korunk, 1968/4), távlatot nyitott egy hazai összehasonlító irodalomtörténet felé (Korunk, 1970/1), Budai-Deleanu magyar szemmel címen írt tanulmányt (Igaz Szó, 1970/8), bemutatta a nagyváradi Ady Endre Társaságot (NyIrK, 1971/1), az első bukaresti magyar lapot (Korunk Évkönyv, 1974), Decebal és Napoca megjelenését az erdélyi magyar irodalomban (Utunk Évkönyv, 1975), Ady fogadtatását a kolozsvári sajtóban (NyIrK, 1977/1), szempontokat adott az ifjú Mihai Halici életútjának, németalföldi és angliai munkásságának felderítéséhez (NyIrK, 1978/2).
Tanulmányait román szakfolyóiratok is közlik, így a Limba și Literatură, Studia et Acta Musei Nicolae Bălcescu, Revista de Istorie și Teorie Literară, Studia Universitatis Babeș-Bolyai. Jelentősebb román nyelvű tanulmányai: Circulația cărților franceze în Transilvania în a doua jumătate a sec. XIX (a Probleme de literatură comparată și sociologie literară c. kötetben, 1970), valamint az erdélyi magyar összehasonlító irodalomtudomány történeti vázlata 1918-ig (Contribuții ale comparatiștilor maghiari din Transilvania pînă la primul război mondial címmel az Al. Dima és Ovidiu Papadima szerkesztésében megjelent Istoria și teoria comparatismului în România c. tanulmánygyűjteményben, 1972). Műfordításait, irodalmi összeállításait többnyire Köllő Károly írói néven jegyezte.

## Művei (válogatás)

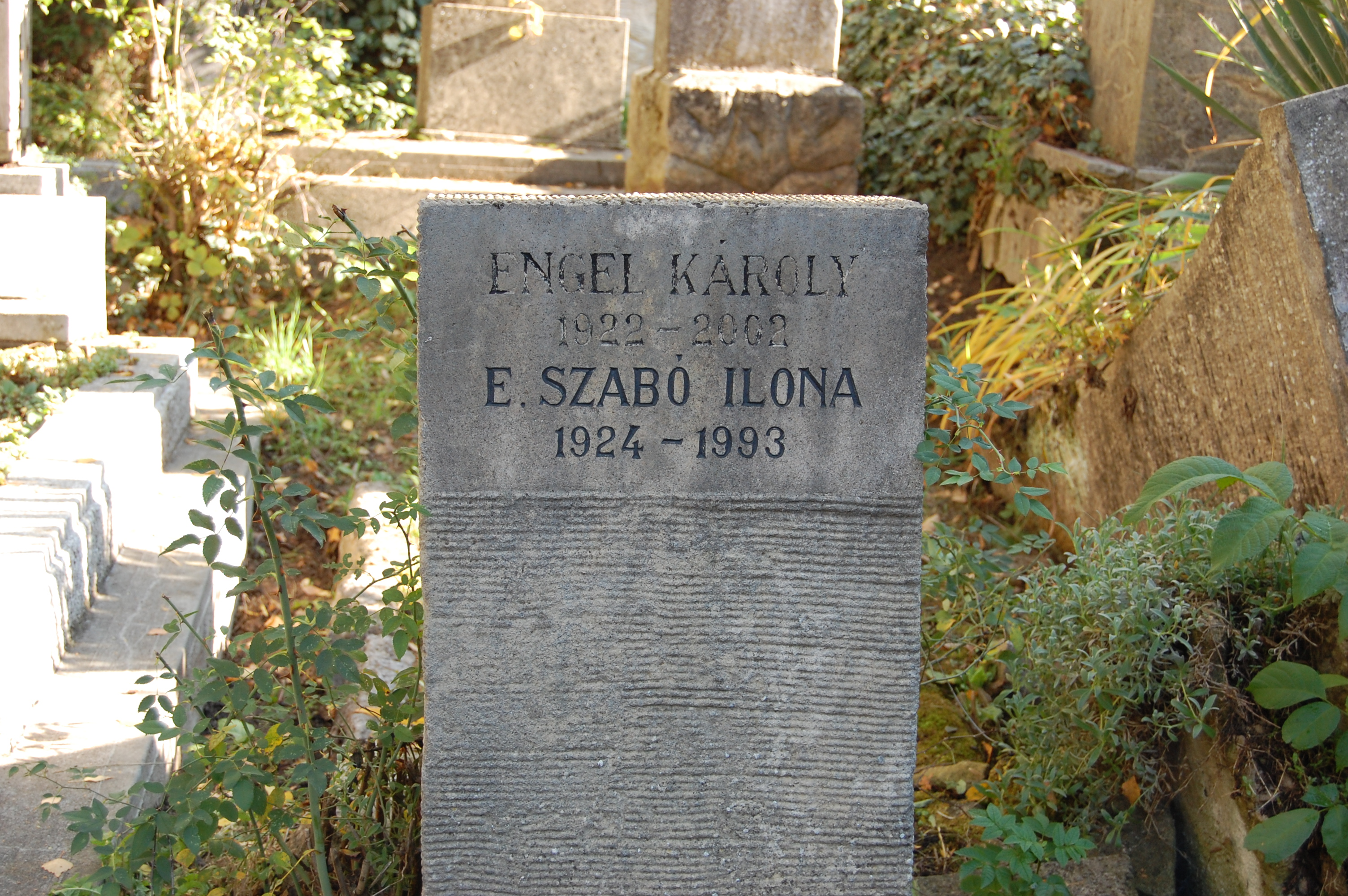
Feleségével közös sírja a Házsongárdi temetőben

- Constantin Negruzzi válogatott művei; ford., Engel Károly és Marconi Máthé Irma, utószó Engel Károly; Állami Irodalmi és Művészeti Kiadó, Bukarest, 1957 (Román klasszikusok)
- Rădulescu: A mi zászlóvivőnk; ford. Engel Károly; Ifjúsági, Bukarest, 1957 (Ismerkedjünk gazdasági, politikai, ideológiai fogalmakkal!)
- Vasile Alecsandri: Világszép Ilonka és Árva Jancsi. Nemzeti tündérjáték; ford. Köllő Károly, Sz. Nagy Géza, Veress Zoltán, bev. Kakassy Endre; Ifjúsági Kiadó, Bukarest, 1960 (Tanulók könyvtára, 5.)
- Vasile Alecsandri: Színművek; ford. Köllő Károly, Sz. Nagy Géza, Veress Zoltán, utószó Köllő Károly; Irodalmi Kiadó, Bukarest, 1961
- Vasile Alecsandri: Séta a hegyekbe. Válogatott prózai írások; ford., bev. Köllő Károly; Európa, Bp., 1965 (Román írók)
- Szépliteratúrai ajándék. Erdélyi magyar elbeszélők a XIX. századból; összeáll., bev., jegyz. Köllő Károly; Irodalmi Kiadó, Bukarest, 1967
- Kóbor poéta vallomása. Középkori vágáns költők és névtelen szerzők versei; összeáll., bev., jegyz. Köllő Károly; Kriterion, Bukarest, 1970 (Téka)
- Supplex libellus Valachorum; ford., jegyz. Köllő Károly, bev. Iosif Pervain, Köllő Károly; Kriterion, Bukarest, 1971 (Téka)
- Égő lángban forog a szívem. Régi magyar kéziratos énekeskönyvekben fennmaradt román világi énekek; összegyűjt. Kócziány László, bev., jegyz. Köllő Károly; Dacia, Kolozsvár, 1972
- Dimitrie Cantemir: Moldva leírása; ford. Köllő Károly, Cselényi Béla, Debreczeni József, bev. Cselényi Béla; Kriterion, Bukarest, 1973
- Két irodalom mezsgyéjén. Tanulmányok a román-magyar irodalmi kapcsolatok történetéből; Kriterion, Bukarest, 1984
- Confluenţe literare. Studii de literatură comparată româno-maghiară; ford románra Francisc Pap, bev. Adrian Marino; Kriterion, Bucureşti, 1993